# Madeleine Panattieri
Madeleine Panattieri (Trino, 1443 – Trino, 13 octobre 1503) est une laïque du tiers-ordre dominicain reconnue bienheureuse par l'Église catholique.

## Biographie
Très jeune, elle prend l'habit de tertiaire dominicaine. Elle se consacre au catéchisme dans une chapelle à côté de l'église des dominicains de Trino ; reconnaissant ses qualités de guide spirituel, ce sont ensuite des prêtres, le prieur général des dominicains ainsi que le marquis Guillaume IX de Montferrat et son épouse Anne d'Alençon qui se déplace pour la consulter. Elle pratique de longs jeûnes et des veilles où elle médite la passion du Christ et encourage les dominicains de Trino d'adopter la règle restaurée par Raymond de Capoue.

## Culte
Elle aurait prédit sa mort le 13 octobre 1503. Le pape Léon XII confirme le 26 septembre 1827 le culte rendu à la bienheureuse dont le corps est exposé dans l'église de sainte Catherine de Trino. Sa fête est le 13 octobre.